# Maison Inoue
La maison Inoue (井上家) était l'une des quatre maisons de go, les académies officielles vouées à la promotion du jeu de go au Japon à l'époque d'Edo.
Fondée officiellement en 1612 par le shogun Tokugawa Ieyasu, elle fut alternativement rivale et alliée de la maison Hon'inbō.
Après Nakamura Doseki (qui ne fut d'ailleurs pas officiellement Inoue), Inoue Dōsetsu Inseki fut le seul meijin venant de cette maison ; il est par ailleurs célèbre pour son rôle de tuteur du jeune Dōchi, futur Hon'inbō, que lui avait confié à sa mort Hon'inbō Dōsaku, et pour avoir écrit le Igo Hatsuyōron. Inoue Genan Inseki est sans doute après lui le plus fort joueur issu de cette maison, mais, malgré tous ses efforts, il ne put jamais conquérir le titre de go-dokoro.
La liste des chefs de la maison donnée ci-dessous (avec les dates de leur occupation de ce poste) fut en fait modifiée par Genan au début du XIXe siècle, en y incluant Doseki pour des raisons de prestige. Pendant leur carrière, tous (sauf Doseki) étaient appelés Inoue Inseki (ou le Inoue) ; après leur mort ou leur départ à la retraite, on utilisait un nom comme Inoue Genkaku Inseki, le nom personnel étant interposé ; par ailleurs, de nombreuses variantes de ces noms existent.
1. 中村道碩, Nakamura Dōseki (1612-1630)
2. 井上玄覚因碩, Genkaku (1630-1673)
3. 井上道砂因碩, Dosa (1673-1692)
4. 井上道節因碩, Dōsetsu (1692-1719)
5. 井上策雲因碩, Sakuun (1719-1734)
6. 井上春碩因碩, Shunseki (1734-1772)
7. 井上春達因碩, Shuntatsu (1772-1792)
8. 井上因達因碩, Intatsu (1792-1805)
9. 井上春策因碩, Shunsaku (1805-1810)
10. 井上因砂因碩, Insa (1810-1824)
11. 井上幻庵因碩, Genan (1824-1846)
12. 井上節山因碩, Setsuzan (1846-1850)
13. 井上松本因碩, Matsumoto (1850-1891)
14. 井上大塚因碩, Otsuka (1891-1904)
15. 井上田淵因碩, Tabuchi (1904-1917)
16. 井上恵下田因碩, Egeta (1917-1961)

Après la désorganisation du système des maisons lors de la restauration de Meiji, la maison Inoue maintint une partie de ses traditions jusqu'à la mort d'Egeta en 1961, mais on ignore s'il subsiste actuellement des héritiers légitimes du titre.